# Quyền LGBT ở Slovakia
Quyền đồng tính nữ, đồng tính nam, song tính và chuyển giới (Tiếng Slovak: lesbičky, gayov, bisexuálov a transsexuálov) ở Slovakia phải đối mặt với những thách thức pháp lý mà những người không phải LGBT không gặp phải. Cả hai hoạt động tình dục đồng giới nam và nữ đều hợp pháp trong Slovakia, nhưng các hộ gia đình do các cặp đồng giới đứng đầu không đủ điều kiện cho các biện pháp bảo vệ pháp lý giống nhau dành cho các cặp khác giới. Trong khi Slovakia cấp cho các cặp đồng giới hạn chế các quyền hợp pháp, cụ thể là trong lĩnh vực thừa kế, quốc gia này không công nhận hôn nhân đồng giới hoặc kết hợp dân sự. Slovakia, không giống như nước láng giềng, Cộng hòa Séc, có xu hướng bảo thủ xã hội về các vấn đề liên quan đến quyền LGBT.
Tuy nhiên, Slovakia có luật chống phân biệt đối xử toàn diện về xu hướng tính dục và bản dạng giới, trong số các lĩnh vực khác, như việc làm, hàng hóa và dịch vụ, giáo dục, dịch vụ y tế, ghét tội phạm và ghét ngôn từ. Những người đồng tính nam và lưỡng tính được phép phục vụ công khai trong Lực lượng vũ trang Slovakia. Ngoài ra, thái độ đối với các thành viên của cộng đồng LGBT đang dần trở nên dễ chấp nhận hơn, phù hợp với xu hướng trên toàn thế giới.
Một cuộc thăm dò năm 2007 cho thấy hai phần ba người Slovakia tin rằng đồng tính luyến ái nên được xã hội chấp nhận, trong khi một cuộc thăm dò khác của Trung tâm nghiên cứu Pew từ năm 2017 cho thấy sự ủng hộ chia đều cho hôn nhân đồng giới. Các cuộc thăm dò ý kiến đã báo cáo một xu hướng ủng hộ hôn nhân đồng giới và các đoàn thể dân sự, với phần lớn người Slovakia hiện đang ủng hộ điều này, và một số lượng lớn ủng hộ hôn nhân đầy đủ.

## Bảng tóm tắt
| Hoạt động tình dục đồng giới hợp pháp                                                                                       | (Từ năm 1962) |
| Độ tuổi đồng ý | (Từ năm 1990) |
| Luật chống phân biệt đối xử trong việc làm                                                                                  | (Từ năm 2004) |
| Luật chống phân biệt đối xử trong việc cung cấp hàng hóa và dịch vụ                                                         | (Từ năm 2008) |
| Luật chống phân biệt đối xử trong tất cả các lĩnh vực khác (bao gồm phân biệt đối xử gián tiếp, ngôn từ kích động thù địch) | (Từ năm 2016) |
| Luật tội phạm kì thị bao gồm xu hướng tình dục                                                                              | (Từ năm 2013) |
| Hôn nhân đồng giới | / (Hiến pháp cấm từ năm 2014; hôn nhân đồng giới được thực hiện tại EU được công nhận cho mục đích cư trú kể từ năm 2018) |
| Công nhận các cặp đồng giới                                                                                                 | (Kể từ năm 2018, quyền chung sống hạn chế)                                                                                |
| Các cá nhân LGBT được phép nhận nuôi                                                                                        | Yes |
| Con nuôi của các cặp vợ chồng đồng giới                                                                                     | No |
| Con nuôi chung của các cặp đồng giới                                                                                        | No |
| Đồng tính nữ, đồng tính nam và song tính được phép phục vụ công khai trong quân đội                                         | Yes |
| Quyền thay đổi giới tính hợp pháp                                                                                           | (Từ năm 1995) |
| Liệu pháp chuyển đổi bị cấm ở trẻ vị thành niên                                                                             | No |
| Truy cập IVF cho đồng tính nữ                                                                                               | No |
| Mang thai hộ thương mại cho các cặp đồng tính nam                                                                           | (Bất hợp pháp cho tất cả các cặp vợ chồng bất kể xu hướng tình dục)                                                       |
| NQHN được phép hiến máu | / (Thời gian trì hoãn 12 tháng)                                                                                           |